# Abbraccio di Vergara

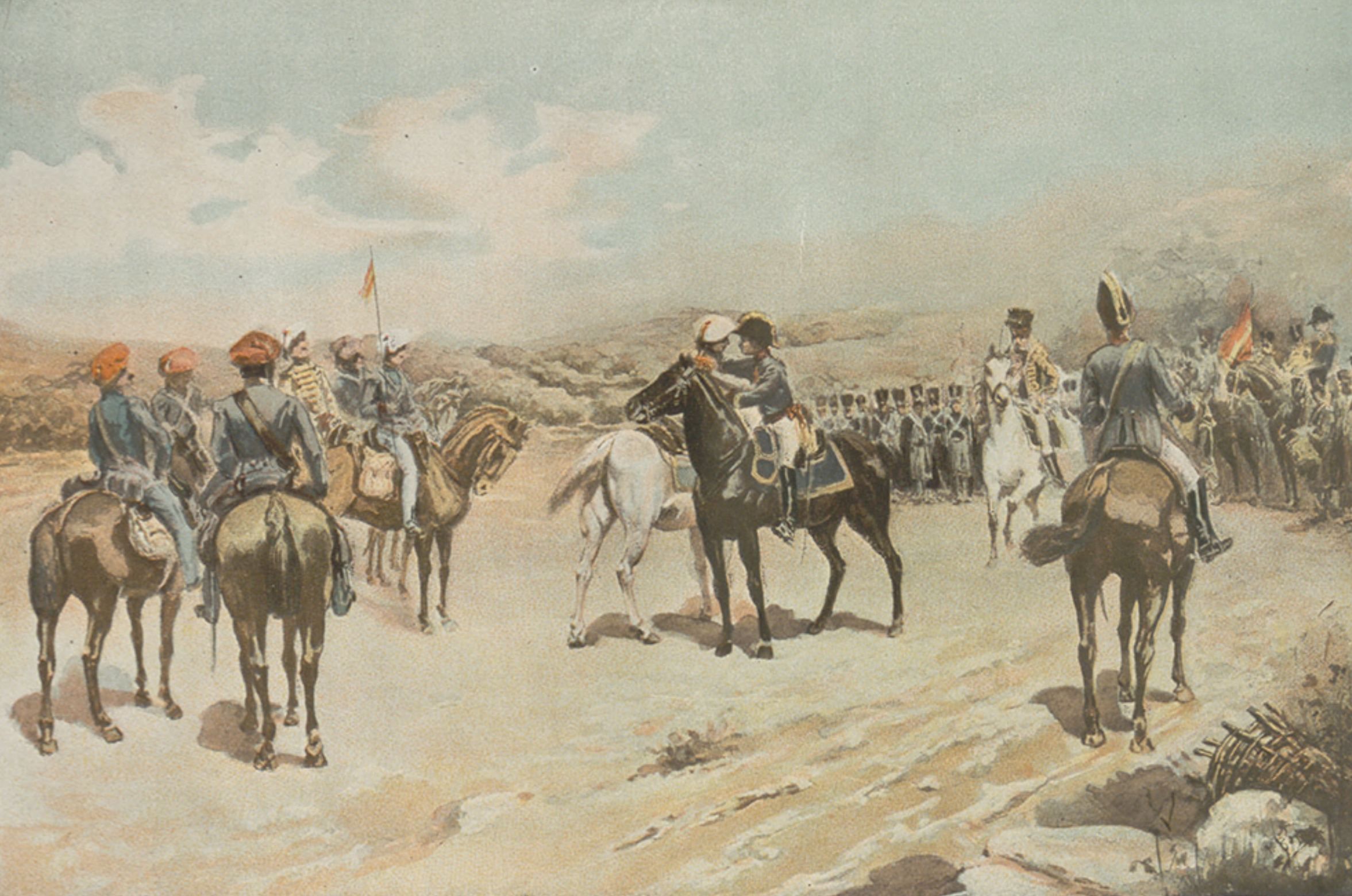
Raffigurazione dell'abbraccio di Vergara tra Espartero e Maroto ricordato in una cartolina del 1902.

La Convenzione di Vergara (in spagnolo Convenio de Vergara, in basco Bergarako hitzarmena) conosciuto popolarmente come Abbraccio di Vergara, è stato un trattato firmato a Oñati (Gipuzkoa) il 31 agosto del 1839 tra il generale dell'esercito isabellino Baldomero Espartero e tredici rappresentanti del generale carlista Rafael Maroto e che sancì la fine della prima guerra carlista nel nord della Spagna. La convenzione fu confermato dall'abbraccio che si diedero Espartero e Maroto, quello stesso giorno, davanti alle truppe dei battaglioni di Biscaglia, Gipuzkoa e Castiglia riunite nella città di Bergara ("Vergara" in spagnolo).
Firmato alla conclusione delle complicate negoziazioni svolte, Espartero rappresentava il governo liberale della regina Isabella II, mentre Maroto l'esercito carlista fedele al pretendente al trono Carlos María Isidro, fratello del padre di Isabella, Ferdinando VII, e difensore della vecchia idea di governo assolutista. Per raggiungere la pace, fu fondamentale la mediazione del ammiraglio della marina inglese John Hay, direttore della squadra d'osservazione del governo britannico con base a Bilbao.

## I punti della Convenzione
La convenzione firmata dai due generali concretava una serie di punti basici per raggiungere la pace:
- Articolo 1: Espartero avrebbe raccomandato al governo di proporre alle Corti Costituenti di modificare i fori (unità di gestione territoriale minore).
- Articolo 2, 3, 4, 5, 6: I lavori, gradi e condecorazioni dei facenti parte dell'esercito carlista sarebbero state riconosciute e conservate dall'esercito isabellino, permettendo di servire nell'esercito e ricevendo i salari corrispondenti. Coloro che sarebbero emigrati avrebbero ricevuto solo 4 salari.
- Articolo 7: Tutto quello che si sarebbe accordato si sarebbe applicato anche ai gruppi ribelli di Navarra e Álava.
- Articolo 8: Le truppe carliste avrebbero dovuto consegnare le armi e i viveri alle truppe di Espartero.
- Articolo 9: i prigionieri delle truppe di Biscaglia e Gipuzkoa, così come quelle di Castiglia, sarebbero state rimesse in libertà.
- Articolo 10: Espartero avrebbe chiesto ai rappresentanti delle Corti Costituenti di farsi carico economicamente delle vedove e degli orfani dei morti di entrambe le parti, deceduti duranti la guerra.

## Scontento carlista
Per una gran parte dei fedeli alla pretesa al trono di Carlos María Isidro, specialmente per i militari di alto rango e i religiosi, la firma della convenzione di Vergara fu considerata come un tradimento (Traición de Vergara) e, non accettando le condizioni si esiliò in Francia seguendo il cammino del pretendente al trono.